# دويليو مارزيو
دويليو مارزيو (بالإسبانية: Duilio Marzio)‏ هو ممثل أرجنتيني، ولد في 27 نوفمبر 1923 ببوينس آيرس في الأرجنتين، وتوفي بنفس المكان في 25 يوليو 2013.

## أعمال

### أفلام
- (1958) في الظلام الحارق

## وصلات خارجية
- دويليو مارزيو على موقع IMDb (الإنجليزية)
- دويليو مارزيو على موقع أول موفي (الإنجليزية)
- دويليو مارزيو على موقع قاعدة بيانات الأفلام السويدية (السويدية)
- دويليو مارزيو على موقع قاعدة بيانات الفيلم (الإنجليزية)
- دويليو مارزيو على موقع كينوبويسك (الروسية)